# Piacenza Football Club 1921-1922
Questa pagina raccoglie le informazioni riguardanti il Piacenza Football Club nelle competizioni ufficiali della stagione 1921-1922.

## Stagione
Nella stagione 1921-1922 il Piacenza ha disputato il girone A emiliano nel campionato di Prima Categoria, vincendolo con 6 punti in classifica. Ha poi disputato il girone finale vinto dalla Spal di Ferrara con nove punti; il Piacenza con 3 punti all'attivo si è piazzato in quarta posizione.
Nel luglio 1922 il Piacenza disputò le qualificazioni al successivo campionato di massima divisione: dopo aver superato il primo turno superando il Como, fu sconfitta dal Livorno venendo così declassato nella nuova Seconda Divisione. Tuttavia a settembre la fusione tra Livorno e Pro Livorno liberò un posto in massima divisione e fu organizzato un nuovo torneo di qualificazione dal quale però il Piacenza si ritirò per problemi organizzativi.

## Rosa
| N. |                   | Ruolo | Calciatore          |
| -- | ----------------- | ----- | ------------------- |
|    | Italia (bandiera) | C     | Cesare Alberti      |
|    | Italia (bandiera) | C     | Carlo Bay           |
|    | Italia (bandiera) | C     | Mario Bernetti      |
|    | Italia (bandiera) | D     | Pietro Bolledi      |
|    | Italia (bandiera) | A     | Francesco Cavallini |
|    | Italia (bandiera) | C     | Luigi Cella         |
|    | Italia (bandiera) | P     | Ettore Gandi        |
|    | Italia (bandiera) | C     | Aldo Gobbi          |
|    | Italia (bandiera) | D     | Alfredo Massari     |
|    | Italia (bandiera) | A     | Siro Montanari (II) |

| N. |                   | Ruolo | Calciatore            |
| -- | ----------------- | ----- | --------------------- |
|    | Italia (bandiera) | A     | Umberto Montanari (I) |
|    | Italia (bandiera) | D     | Pietro Ongarelli      |
|    | Italia (bandiera) | D     | Francesco Papa        |
|    | Italia (bandiera) | D     | Passaia               |
|    | Italia (bandiera) | C     | Luigi Riccio          |
|    | Italia (bandiera) | D     | Giuseppe Testa        |
|    | Italia (bandiera) | C     | Giuseppe Ventura      |
|    | Italia (bandiera) | A     | Gaetano Ziliani       |

## Risultati

### Prima Categoria

#### Girone A emiliano

##### Girone di andata
| Arbitro: | Ferretti (Milano) |

|                              |           |              |
| Balocco 55’ Prosperi III 75’ | Marcatori | 65’, 85’ Bay |

| Arbitro: | G. Crivelli (Milano) |

|                 |           |  |
| Montanari I 71’ | Marcatori |  |

##### Girone di ritorno
| Arbitro: | Pasquinelli (Bologna) |

|                                             |           |  |
| Bernetti 8’, 41’, 61’ Bay 13’ Cavallini 84’ | Marcatori |  |

| Arbitro: | Da Crema (Genova) |

|                          |           |                            |
| Mattioli 46’ Lumetti 73’ | Marcatori | 32’ Bernetti 89’ Cavallini |

#### Girone finale emiliano

##### Girone di andata
| Arbitro: | Massari (Modena) |

|                                     |           |  |
| Preti II 20’, 54’ Olivieri 22’, 45’ | Marcatori |  |

| Arbitro: | Barbon (Venezia) |

|                                     |           |  |
| Cavallini 30’, 46’ Montanari II 74’ | Marcatori |  |

| Arbitro: | Bistoletti (Milano) |

|                          |           |  |
| Martelli 12’ Muzioli 64’ | Marcatori |  |

##### Girone di ritorno
| Arbitro: | Pinasco (Genova) |

|                                       |           |                  |
| Montanari II 25’ Cavallini 50’ (rig.) | Marcatori | 1’, 86’ Olivieri |

| Arbitro: | Enrietti (Torino) |

|                                              |           |               |
| Mattioli 28’, 42’ Rossini III 63’ Crosta 88’ | Marcatori | 84’ Cavallini |

| Arbitro: | Tonelli (Mantova) |

|              |           |                                   |
| Bernetti 36’ | Marcatori | 35’ Panzacchi 80’ (rig.) Martelli |

### Qualificazioni
| Arbitro: | Vota (Torino) |

|                          |           |             |
| Bernetti 45’ (rig.), 70’ | Marcatori | 1’ Avogadro |

| Arbitro: | Scamoni (Torino) |

|         |           |                                         |
| Bay 20’ | Marcatori | 35’ Merlini 40’ Teodori 65’, 77’ Chiadò |

| Livorno 23 luglio 1922 Secondo turno | Livorno | 2 – 0 A tav. per forfait referto | Piacenza |  |

| 17 settembre 1922 Terzo turno | Libertas Firenze | 0 – 2 A tav. per forfait referto | Piacenza |  |

| 20 settembre 1922 Quarto turno | Piacenza | 0 – 2 A tav. per forfait referto | Spezia |  |

## Statistiche

### Statistiche di squadra
| Competizione                                      | Punti | In casa | In casa | In casa | In casa | In casa | In casa | In trasferta | In trasferta | In trasferta | In trasferta | In trasferta | In trasferta | Totale | Totale | Totale | Totale | Totale | Totale | DR |
| Competizione                                      | Punti | G       | V       | N       | P       | Gf      | Gs      | G            | V            | N            | P            | Gf           | Gs           | G      | V      | N      | P      | Gf     | Gs     | DR |
| ------------------------------------------------- | ----- | ------- | ------- | ------- | ------- | ------- | ------- | ------------ | ------------ | ------------ | ------------ | ------------ | ------------ | ------ | ------ | ------ | ------ | ------ | ------ | -- |
| Prima Categoria - Sezione emiliana, girone A      | 6     | 2       | 2       | 0       | 0       | 6       | 0       | 2            | 0            | 2            | 0            | 4            | 4            | 4      | 2      | 2      | 0      | 10     | 4      | +6 |
| Prima Categoria - Sezione emiliana, girone finale | 3     | 3       | 1       | 1       | 1       | 6       | 4       | 3            | 0            | 0            | 3            | 1            | 10           | 6      | 1      | 1      | 4      | 7      | 14     | -7 |

### Statistiche dei giocatori
| Giocatore    | Prima Categoria | Prima Categoria | Qualificazioni | Qualificazioni | Totale   | Totale |
| Giocatore    | Presenze        | Reti            | Presenze       | Reti           | Presenze | Reti   |
| ------------ | --------------- | --------------- | -------------- | -------------- | -------- | ------ |
| C. Alberti   | 10              | 0               | 2              | 0              | 12       | 0      |
| C. Bay       | 10              | 3               | 2              | 1              | 12       | 4      |
| M. Bernetti  | 10              | 5               | 2              | 2              | 12       | 7      |
| F. Cavallini | 10              | 6               | 2              | 0              | 12       | 6      |
| L. Cella     | 9               | 0               | 2              | 0              | 11       | 0      |
| E. Gandi     | 10              | -18             | 0              | 0              | 10       | -18    |
| A. Gobbi     | 2               | 0               | 0              | 0              | 2        | 0      |
| U. Montanari | 10              | 1               | 2              | 0              | 12       | 1      |
| S. Montanari | 10              | 2               | 2              | 0              | 12       | 2      |
| P. Ongarelli | 6               | 0               | 2              | 0              | 8        | 0      |
| F. Papa      | 8               | 0               | 0              | 0              | 8        | 0      |
| Passaia      | 1               | 0               | 0              | 0              | 1        | 0      |
| Rapetti      | 0               | 0               | 2              | -5             | 2        | -5     |
| L. Riccio    | 1               | 0               | 0              | 0              | 1        | 0      |
| G. Testa     | 8               | 0               | 2              | 0              | 10       | 0      |
| G. Ziliani   | 5               | 0               | 2              | 0              | 7        | 0      |